# Андрианов, Владимир Николаевич
Влади́мир Никола́евич Андриа́нов (17 июля (28 июля) 1913, Николаев, Херсонская губерния, Российская империя — 29 мая 1978, Николаев, Украинская ССР) — советский украинский партийный и государственный деятель, председатель Николаевского промышленного облисполкома (1963—1964).

## Биография
В 1936 г. окончил Николаевский судостроительный институт.
- 1936—1941 гг. — механик, начальник цеха Николаевского судостроительного завода.
- 1941 г. — на заводе имени И. И. Носенко.
- 1941—1943 гг. — главный энергетик Тюменского судостроительного завода.
- 1943 г. — начальник энерго-механического отдела судостроительного завода (Гороховец Владимирской области).
- 1944—1951 и 1956—1959 гг. — главный инженер, главный энергетик, начальник судомонтажного цеха, заместитель директора Николаевского судостроительного завода.
- 1951—1956 гг. — главный инженер судостроительного завода (Ленинград).
- 1959—1960 гг. — начальник технического отдела Херсонского СНХ.
- 1960—1961 гг. — начальник управления судостроения Херсонского СНХ.
- 1961—1963 гг. — заместитель председателя Херсонского СНХ.
- 1963—1964 гг. — председатель исполнительного комитета Николаевского промышленного областного Совета.
- 1964—1965 гг. — заместитель председателя исполнительного комитета Николаевского областного Совета.
- 1965—1976 гг. — директор Николаевского судостроительного завода.
- с 1976 г. — директор Николаевского филиала Северного проектно-конструкторского бюро.